# پولا (ایتالیا)
پولا (به ایتالیایی: Polla) یک کومونه در ایتالیا است که در استان سالرنو واقع شده‌است. پولا ۴۷ کیلومتر مربع مساحت و ۵٬۳۲۷ نفر جمعیت دارد و ۴۶۸ متر بالاتر از سطح دریا واقع شده‌است.

## خواهرخوانده
شهر شتایننبرون خواهرخواندهٔ پولا (ایتالیا) هست.